# كارل بيتش
كارل بيتش (بالإنجليزية: Carl Beech)‏ هو كاتب بريطاني، ولد في 19 فبراير 1972 في إسكس في المملكة المتحدة.

## وصلات خارجية
- الموقع الرسمي